# HD81588
HD81588 — хімічно пекулярна зоря спектрального класу A5, що має видиму зоряну величину в смузі V приблизно  8,4.
Вона  розташована на відстані близько 809,3 світлових років від Сонця.

## Пекулярний хімічний склад
Зоряна атмосфера HD81588 має підвищений вміст 
Cr
.